# Китай, Рон Б.
Рон Б. Китай (англ. R. B. Kitaj, Ronald Brooks Kitaj; 1932—2007) — американский живописец и график, работал преимущественно в Англии, был заметной фигурой поп-арта.

## Жизнь и творчество
По материнской линии — потомок еврейских выходцев из России, отец был эмигрантом из Венгрии. До поступления в Королевскую академию искусств Китай много путешествовал: был моряком торгового флота, затем служил в армии США. Его широкий культурный кругозор создал ему авторитет среди современников, чему способствовала его приверженность реалистическому искусству, вопреки преобладавшему тогда абстракционизму. После посещения Парижа в 1975 году, вдохновлённый работами Эдгара Дега, он во многих своих последующих работах использовал пастель. В отличие от большинства художников поп-арта, Китай сравнительно мало интересовался массовой культурой, вырабатывая свой собственный живописный язык, впитавший широкий диапазон живописных и литературных источников. Для его работ характерны широкие пространства локального цвета внутри строгих форм, создающие эффект, сходный с комиксом.
С конца 1960-х главная тема Рона Китая — Холокост. Он считал Холокост ключевым событием европейской истории и стремился осмыслить его через искусство.

## Лондонская школа
В 1976 году Китай организовал выставку живописи и рисунка, озаглавленную «Человеческая глина». Помимо работ самого Китая, в экспозицию вошли работы Леона Коссоффа, Фрэнка Ауэрбаха, Майкла Эндрюса, Люсьена Фрейда, Фрэнсиса Бэкона и других художников, которые объединились в «Лондонскую школу». Выступив против того, что он определил как «провинциальный и ортодоксальный авангардизм», Китай ратовал за фигуративное искусство.

## Награды и признание
Стал в 1991 году членом Королевской Академии художеств. Предыдущим американцем, удостоенным этой чести, был Джон Сарджент (1856—1925). В 1995 году получил Золотого льва на Венецианской биеннале.